# محمد عليم
محمد عليم (بالإندونيسية: Muhammad Alim)‏ هو قاضي إندونيسي، ولد في 21 أبريل 1945 في بالوبو في إندونيسيا.